# Малый Влахернский дворец
Новый, или Малый Влахернский дворец — трёхэтажный дворец, построенный во Влахернах в начале правления Палеологов. Предположительно датируется поздним XIII в. Отождествляется с упоминаемым в византийских источниках дворцом Константина Палеолога (сына имп. Михаила VIII Палеолога) Порфирогенита (Багрянородного). Иногда ошибочно связывается с именем Константина VII Порфирогенита (913-920 гг.). Возможно, что в здании XIII в. использованы части более старых построек.
Южный фасад дворца примыкает к северной оконечности Феодосиевых стен и размещен на пространстве между главной и передней стенами. Вдоль фронта дворец с прилегающим двором имеет 3 башни, левая (южная) расположена под углом к зданию дворца, образуемый угол прикрыт стеной и аркой, в месте примыкания башни ко дворцу расположена дверь, которая м.б. идентифицирована, как Ксилокерон и (или) Керкапорта. Сам дворец имеет три этажа и является частью гораздо более обширного дворцового комплекса. Нижний ярус с четырьмя арками поддерживал второй этаж с пятью крупными окнами и длинным балконом с восточной стороны. Весь верхний этаж, вероятно, занимал двусветный тронный зал. Декоративный эффект основан на излюбленном Палеологами сочетании кирпичной кладки с изразцовыми и беломраморными вкраплениями. Это здание - единственная сохранившаяся часть дворцов во Влахернском регионе.
В 1453 г. турки ворвались в город через расположенные неподалёку от дворца Шестые военные ворота, традиционно именуемые воротами Цирка.
В XVI в. в Текфур-сарае, как его прозвали турки (искажённое от армянского тагавор — царь), помещался зверинец султана, затем — дом терпимости и еврейская богадельня. В XVIII веке здесь были мастерские по производству изразцов наподобие изникских. Наиболее полное представление о его внешнем виде в середине XIX в. дают зарисовки Тексье и Зальценберга. В начале XX в. на территории дворца пытались наладить производство стеклянной тары. Несмотря на отсутствие межэтажных перекрытий и крыши, Малый дворец сохранился лучше других константинопольских дворцов и потому даёт наиболее полное представление о светской архитектуре поздневизантийского периода. В начале XXI в. ввиду повышенного интереса ко дворцу туристов предпринята попытка его реставрации с использованием современных материалов. Вместе с тем, в отношении полноты и качества археологических работ, а также аутентичности реставрации в отдельных случаях высказываются серьёзные замечания. К 2023 г. дворец восстановлен и функционирует, как музей с возможностью выходя на одну из башен, выполняющей роль смотровой площадки.
Ворота Ксилокерон (Xylokerkos porta, ворота Деревянного цирка), Керкапорта (ворота Цирка) в месте примыкания первой (южной) башни Малого Влахернского дворца (расположенной под углом к зданию дворца) к основному зданию. Координаты GPS - 41.0336065,28.9401232. Идентифицированы как ворота Ксилокерон Ван Миллегеном. Минуя дворцовый двор вели из города непосредственно на паратейхион и к мосту через ров напротив ворот Порфирогенета. Использовались для потребовавшегося после переезда двора во Влахерны проезда к расположенному в пригороде южнее монастыря св. Маманта деревянному ипподрому (цирку), служившему тренировочной площадкой перед проведением официальных ристаний на Большом ипподроме и давшему название воротам.
Несмотря на то, что описанная Дукой и расположенная между башней № 96 стен Феодосия и первой (южной) башней Малого Влахернского дворца потерна, через которую турки ворвались в город в 1453 г., и которая, вероятно, являлась Шестыми военными воротами стен Феодосия, традиционно именуется Керкапортой, более вероятно, что Керкапорта - лишь сокращенное наименование ворот Ксилокерон (что не исключает перенос названия с одного объекта на соседний, вызванного близостью их расположения и отсутствием у потерны достаточно известного названия).
Известны также опровергнутые и маргинальные версии о том, что Керкапорта идентичны калитке Порфирогенета между 1 и 2 башнями Малого Влахернского дворца (версия опровергнута и утратила актуальность во 2 пол. XIX в., к тому же калитка вела не к периболу, а к паратейхиону), что Керкапорта находились у северного угла Малого Влахернского дворца или располагались у башни Исаака Ангела.
В западной стене дворцового двора (между 2 и 3 башнями), координаты GPS - 41.034124000 28.940254000 расположены ворота (калитка) Порфирогенета (Regia). Сооружены между 1143 и 1180 гг. Использовались для сообщения района Влахерн с пригородами, а также для сообщения с Малым Влахернским дворцом. Через эту калитку, миновав стены и войдя в Константинополь, можно было добраться до тыльной части дворца.

## Галерея

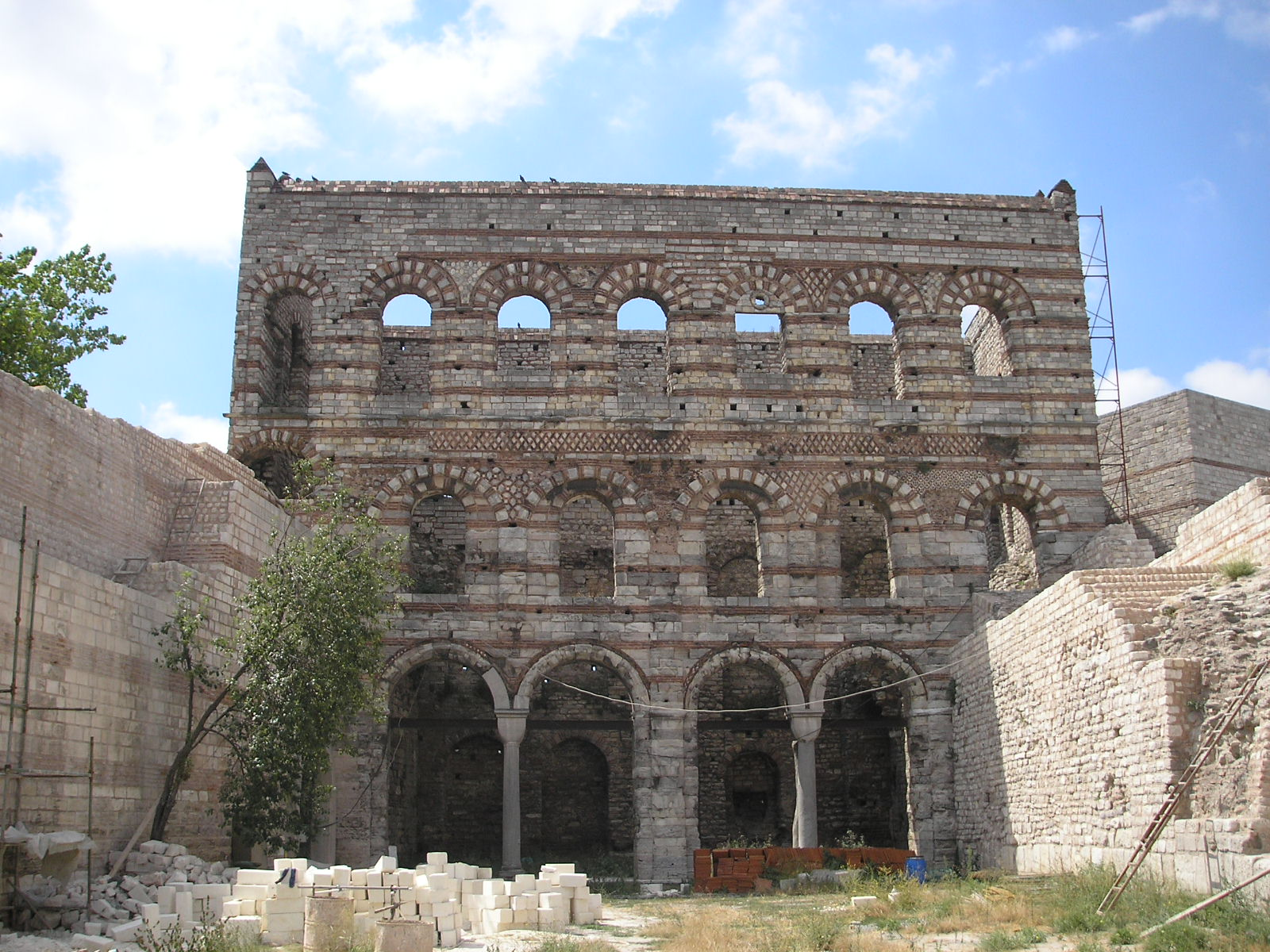
Руины Нового дворца в 2007 году
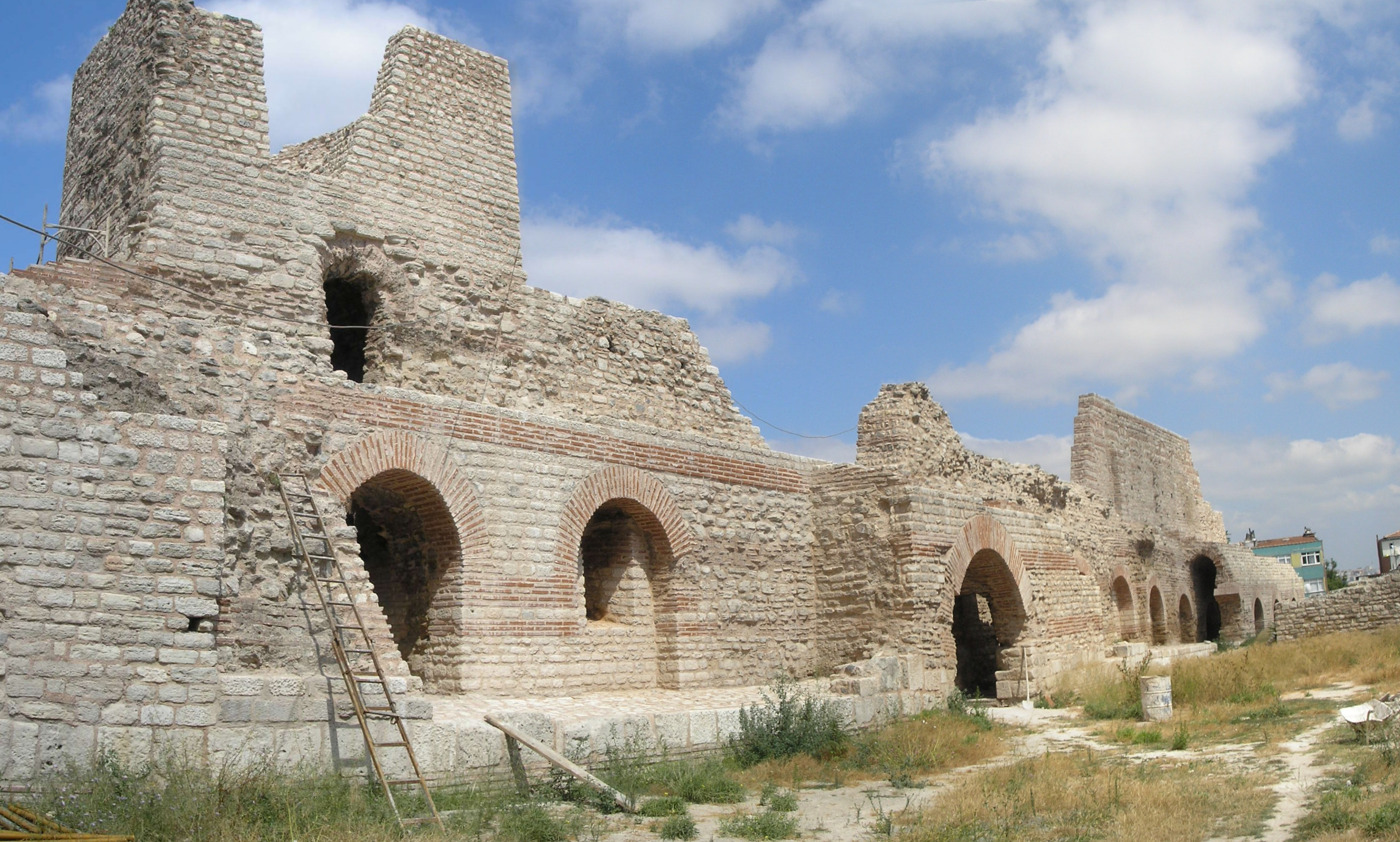
Стены, которые видны из внутреннего двора
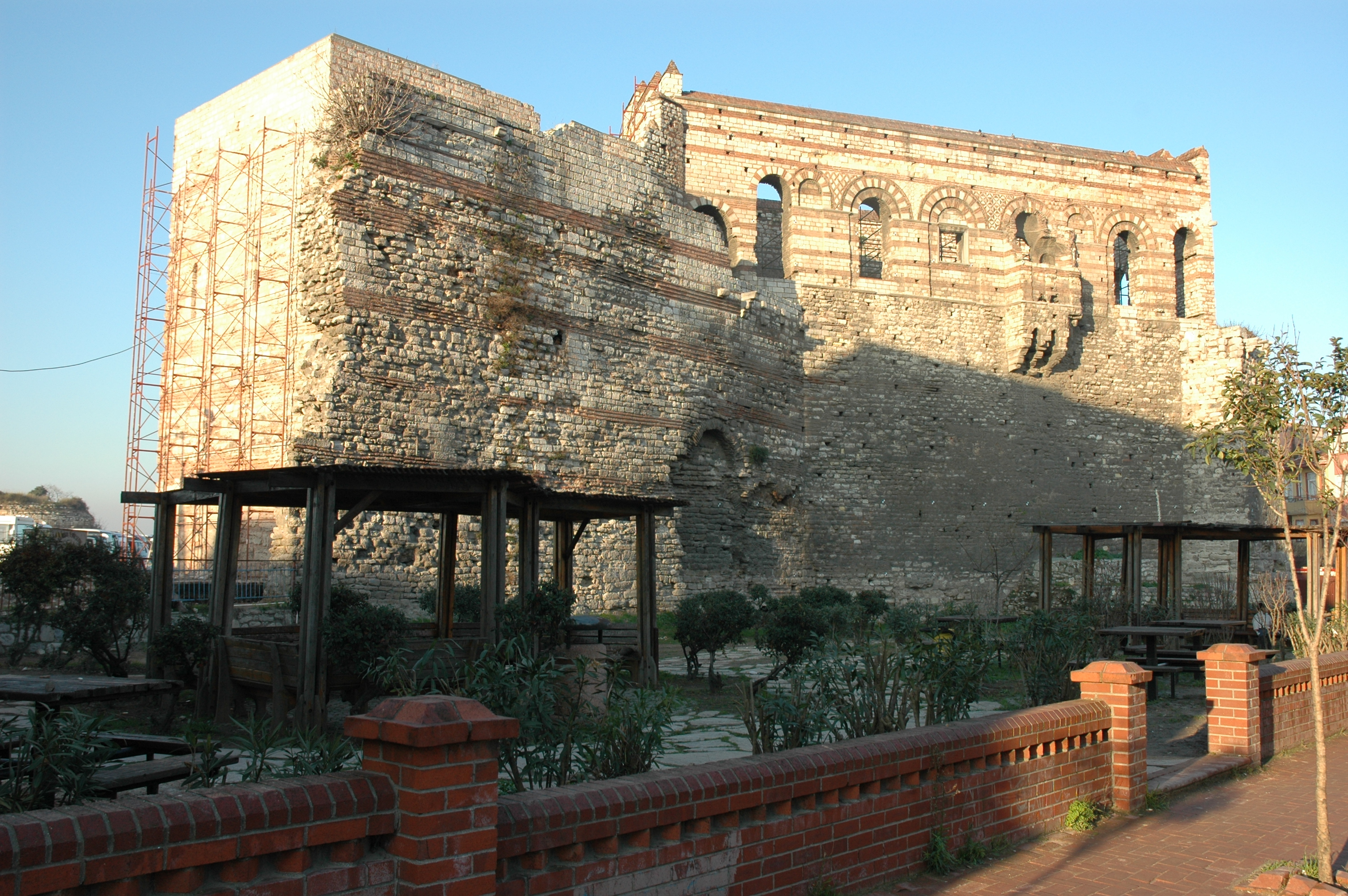
Остатки часовни (южная стена)
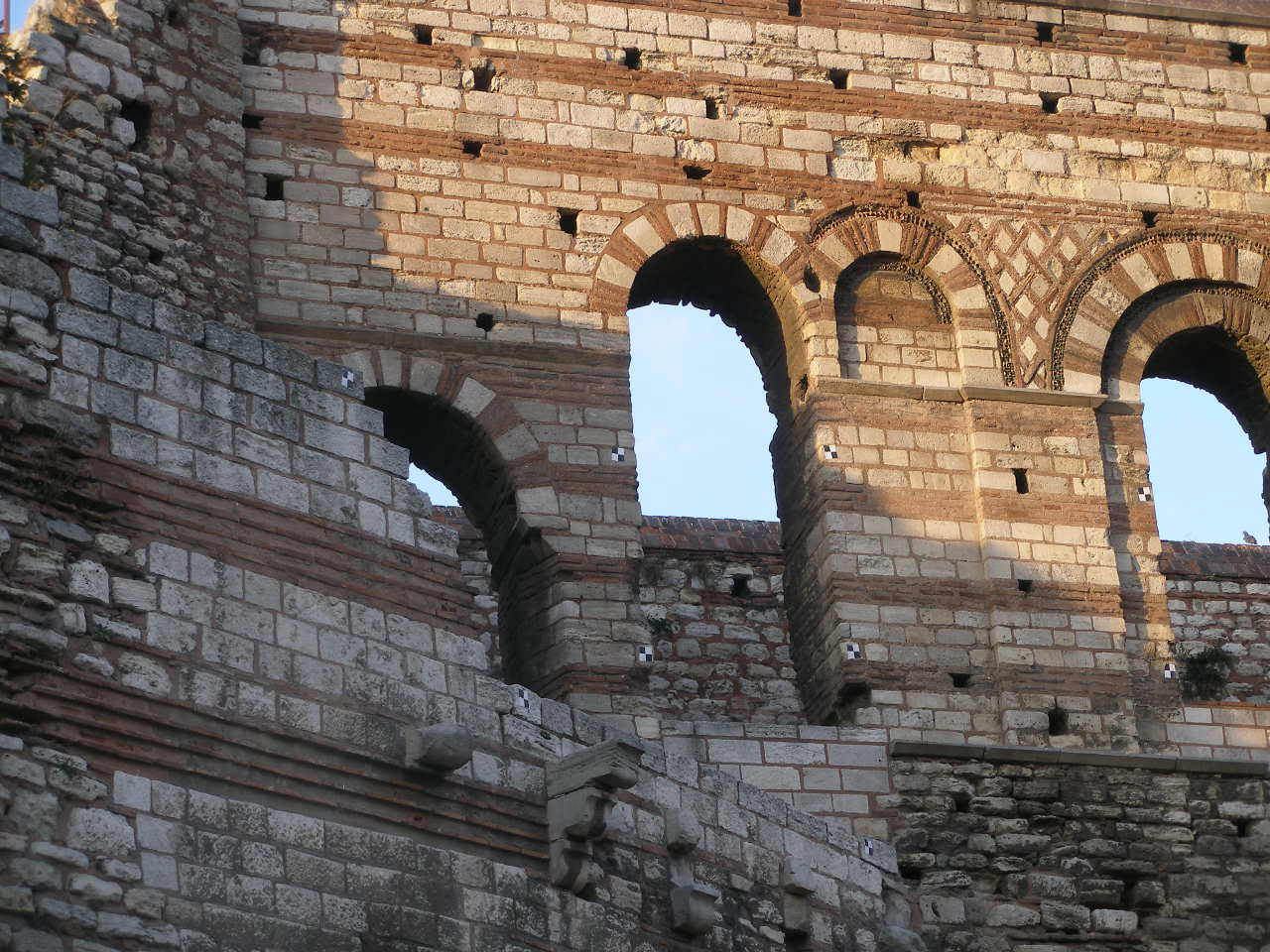
Детали мраморной отделки (северная стена)
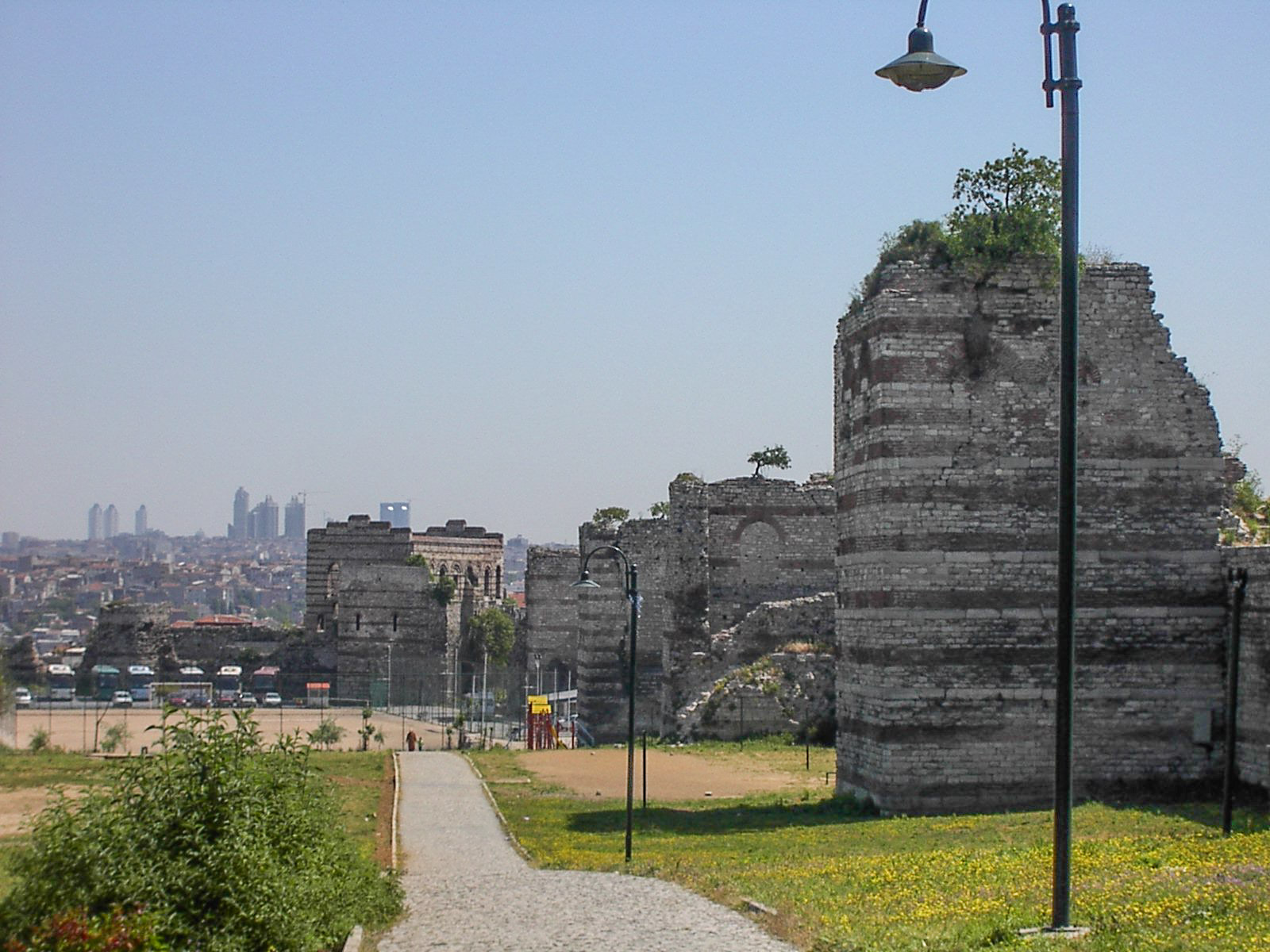
Малый Влахернский дворец, видный сзади со Стенами Феодосия впереди

## Источник
- Kazhdan, Alexander, ed. (1991). The Oxford Dictionary of Byzantium. Oxford University Press: Oxford and New York. ISBN 0-19-504652-8.